# Jean-Baptiste Singelée
Jean-Baptiste Singelée (25 de setembre de 1812 a Brussel·les- 29 de setembre 1875 a Oostende) va ser un compositor i violinista belga del segle XIX. Conegut principalment per saxofonistes, és un dels essencials pel desenvolupament del primerenc repertori per saxo, en totes les seves vessants, des de la música de cambra fins literatura solística.

## Biografia
Nascut a la capital de Bèlgica, va estudiar al Reial Conservatori de la mateixa ciutat. Uns anys més tard va ser nomenat concertino al Teatre Reial de la Moneda la principal sala d'Òpera de Brussel·les. A més a més, combinava la tasca d'intèrpret amb la de director de l'Orquestra del Teatre Reial de Gant. Uns anys més tard es traslladà a París on va continuar com a violinista a l'Ópera-Comique i va intensificar la seva carrera com a compositor. Durant la seva estada a París, es va trobar amb el seu amic, també belga, Adolphe Sax. D'aquesta amistat va sorgir la primera literatura per saxo. Singélee va ser un dels primers en escriure per saxo i el primer en escriure per quartet de saxos amb el seu Premier Quatuor, op.53, completat l'any 1857. A més de l'extens catàleg d'obres per saxo, Singelée va escriure dos concerts per violí, un gran nombre de fantasies sobre temes d'òpera per instrument solista, normalment violí, i piano i diversa música per ballet. El perfil de Singelée no és quelcom atípic en el segle xix. Sense anar més lluny, els altres compositors pioners en escriure per saxo, s'assemblen bastant al perfil de músic de Singelée. Un perfil que combina la faceta d'instrumentista i compositor. En aquest grup podem trobar personatges com el famós cornetista Joseph Arban, el flautista belga Jules Demerssemann, el clarinetista i pedagog Hyacinte Klosé, etc. Tots aquests comparteixen a més un estil compositiu molt similar, ja que una llarga llista de les seves composicions sorgeixen arran de les obres d'encàrrec per les proves d'accés al Conservatori de Paris.

## Estil
Podríem dividir en tres grans grups el catàleg d'obres de Jean-Baptiste-Singelée, segons l'estil.
En primer lloc tindríem les fantasies sobre temes de les òperes que estaven triomfant principalment a Itàlia. Fantasie sur des motifs de Norma, Fantasie élegante sur des motifs de Lucia de Lammermor, Fantasia sur des motifs du Rigoleta... I així fins a arribar aproximadament a unes 33 obres. La fantasia és una denominació molt típica del Romanticisme. Els compositors no es conformaven en publicar una obra i anomenar-la Sonata, aquesta herència de la literatura, donava a les obres un cert misteri i un component poètic que un nom més “clàssic” no podia evocar. En aquest cas, pel que fa a l'element formal, la Fantasia és un recull dels leitmotivs més coneguts d'una òpera i també una variació sobre aquests. Normalment el piano introdueix el tema, l'instrument solista el repeteix i a partir d'aquí es combinen variacions virtuosístiques i també bel-cantístiques, conformant així una peça molt representativa d'aquest segle.
El següent gran grup, serien els Solos de concours. Aquesta música, aparentment més simple, neix per la demanda que feien els professor del Conservatori de París als compositors per tenir una obra obligada per les proves d'accés del citat conservatori. D'una banda estaven generant un nou repertori que uns anys després s'inclouria en el cànon d'obres per l'instrument, sobretot en instruments com la flauta, l'oboè i el saxo, i d'una altra banda estaven creant un nou gènere musical. Les característiques d'aquest són les següents: una obra que no dura més de quinze minuts, combina dificultats diverses, des de l'expressivitat, amb la cura del so, l'afinació i el legato, fins a passatges virtuosístics i tècnics. Sens dubte, un material que servia com l'anell al dit per unes proves d'accés, ja que podies veure els punts forts i dèbils de l'aspirant.
L'últim gran grup seria la música instrumental. Des de la música solística fins a la cambrística. En aquest s'inclouen els dos concerts per violí, els diversos concerts per saxo, els seus quartets, duos...

## Obres per saxo
- Fantaisie, Op 50 T ou S/P°, 185-

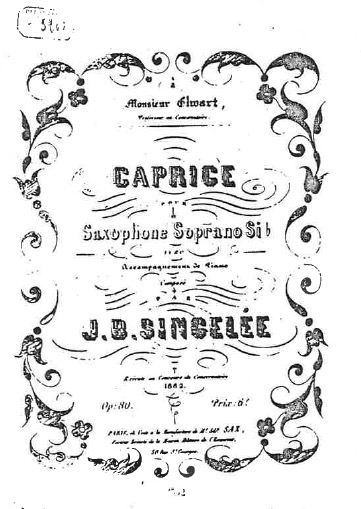
Caprice, op.80, saxo soprano i piano

- Fantaisie sur la Somnambule, Op 49 S/P°, 185-
- Fantaisie sur un thème Suisse, Op 51, S/P°, 185-
- 1er Quatuor pour Saxophones, Op 53, SATB, 1857
- Duo Concertant, Op 55, S/A/P°, 1858
- Fantaisie Pastorale, Op 56, S/P°, 1858
- Concerto, Op57, T ou S/orch, 1858
- Concerto n°2, A/orch, 1858
- Fantaisie Op60, B/P°, 1858
- Adagio et Rondeau, Op 63, T/P°, 1859
- Souvenir de la Savoie, Op 73, S/P°,1860
- Solo de Concert, Op 74, A/P°, 1860
- Fantaisie Brillante, Op 75, T/P°, 1860
- 2e Solo de Concert, Op 77, B/P°, 1861
- Concertino, Op 78, A/P°, 1861
- Grand Quatuor Concertant, Op 79, SATB, 186-
- Caprice Op 80, sax S/P°, 1862
- 3e Solo de Concert, Op 83, B/P°, 1862
- 4e Solo de Concert, Op 84, T/P°, 1862
- Fantaisie Brillante, Op 86, A/P°, 1862
- Fantaisie, Op 89, S/P°, 1863
- 5e Solo de Concert, Op 91, A/P°, 1863
- 6e Solo de Concert, Op 92, T/P°, 1863
- 7e Solo de Concert, Op 93, B/P°, 1863
- 8e Solo de Concert, Op 99, B/P°, 1864
- 9e Solo de Concert, Op 100, T/P°, 1864
- Fantaisie, Op 101, T/P°, 1864
- Fantaisie, Op 102, S/P°, 1864